# Juan Martínez de Luna III
Juan Martínez de Luna III (p. m. [siglo XIV-1383), I señor de Cornago, de Illueca, Alfaro, Jubera, Almonacid, Cañete y Pola.

## Vida
Era hijo de Juan Martínez de Luna II y María Pérez de Gotor. Tenía tres hermanas, entre ellas Contesina y Eva, y un hermano, Pedro de Luna, que luego se convertiría en el antipapa Benedicto XIII de Aviñón. Participó en la expedición contra Cerdeña y la guerra contra la república de Génova, pero también mantuvo importante vínculos en el reino de Castilla. 
En 1367 estuvo en la batalla de Nájera junto a Enrique de Trastámara, pretendiente al trono castellano, pero cayó prisionero en manos de las tropas de Pedro I y fue trasladado a Sevilla junto con otros nobles. Tras la victoria del Trastámara, que subió al poder como Enrique II, recibió las villas de Alfaro, Cornago, Jubera y Cañete. Al poco tiempo, además, lo hizo su mayordomo.
Murió en 1383, al igual que su esposa, y los restos de ambos fueron sepultados en la capilla de san Pedro Mártir de Calatayud.

## Matrimonio y descendencia
Contrajo matrimonio en dos ocasiones:
1. Con Teresa Ximenes de Urrea, hija de Juan Fernández de Urrea, señor de Biota, y de Sibilia de Anglesola. Falleció en 1355. Tuvo por hijos a Juan —alférez del infante Fernando—, Jimena y María, los cuales heredarían la mayor parte del patrimonio familiar.
2. Con Teresa de Albornoz, sobrina de Gil Carrillo de Albornoz, cardenal y legado en los Estados Pontificios. Tuvo por hijos a Pedro —arzobispo de Toledo—, Rodrigo Castellán de Amposta y Álvaro, señor de Juvera y padre del futuro condestable Álvaro de Luna. Un documento de 1389 y situado en el Archivo de la Audiencia de Zaragoza, habla de otros tres hijos: Martín, Teresa y Violante. Para Francisco de Moxó, además, habría que sumar a la lista a Aldonza. Este historiador también cree que el matrimonio con Teresa de Albornoz tuvo lugar en torno a 1367, siguiendo las estimaciones de fray Justo Pérez de Urbel, quien lo había situado en un rango que iba desde 1359 hasta dicha fecha.[2]